# Estação Tretiakovskaia (linha Kalujsko-Rijskaia)
Tretiakovskaia (em russo:  Третьяковская) é uma das estações da linha Kalujsko-Rijskaia (Linha 6) do Metro de Moscovo, na Rússia. Estação «Tretiakovskaia» está localizada entre as estações «Oktiabrskaia» e «Kitai-Gorod».